# Anthony Bermont
Anthony Bermont, né le 10 février 2005 à Beauvais, est un footballeur français qui évolue au poste d'ailier gauche au RC Lens.

## Biographie

### Débuts et formation
Anthony Bermont, né le 10 février 2005 à Beauvais, commence le football à l'âge de 6 ans du côté de l'AS Noailles-Cauvigny, il quitte en 2012 le club Oisien, pour s'engager avec l'AS Beauvais où il restera 7 ans au club. Il rejoint le FC Chambly, à l'âge de 14 ans, pour une saison.  
En 2020, Anthony Bermont s'envole vers le Pas-de-Calais, où il intègre le centre de formation du RC Lens. Durant la saison 2023-2024, Anthony Bermont dispute l'UEFA Youth League avec les U19 du RC Lens où il effectue un total de 7 matchs pour 1 but et 1 passe décisive. En juillet 2023, il monte d'échelons et intègre l'équipe réserve du RC Lens où il effectue un total de 27 matchs pour 6 but et 3 passes décisives durant 2 saisons en National 3.  

### RC Lens
Le 19 août 2024, Anthony Bermont paraphe son premier contrat professionnel avec son club formateur, le RC Lens, il s'engage pour 3 saisons, soit jusqu'en 2027.
Anthony Bermont fait ses débuts pour le RC Lens, le 16 août 2025, remplaçant Deiver Machado, lors de la 1ère journée de Ligue 1 contre l'Olympique Lyonnais (défaite 1-0).

### Prêt au FC Annecy
le 19 août 2024, Anthony Bermont est prêté une saison au FC Annecy.
Anthony Bermont fait ses débuts pour le FC Annecy, le 23 août 2024, remplaçant Samuel Ntamack (en), lors de la 1ère journée de Ligue 2 contre le FC Martigues (défaite 4-2).
Le 25 octobre 2024, lors de la 10e journée de Ligue 2 contre le Stade lavallois, Bermont inscrit son premier but avec le FC Annecy (victoire 2-0).
Le 12 juin 2025, Anthony Bermont est élu Pépite de la saison de Ligue 2 2024-2025. Opposé à Pathé Mboup (Pau FC), Ugo Raghouber (USL Dunkerque), Idrissa Gueye (FC Metz) et Arthur Avom (FC Lorient), Anthony Bermont a été le choix numéro 1 du public.

## Statistiques
| Saison                | Club                  | Championnat           | Championnat | Championnat | Championnat | Coupe(s) nationale(s) | Coupe(s) nationale(s) | Coupe(s) nationale(s) | Supercoupe | Supercoupe | Supercoupe | Compétition(s) continentale(s) | Compétition(s) continentale(s) | Compétition(s) continentale(s) | Compétition(s) continentale(s) | France | France | France | Total | Total | Total |
| Saison                | Club                  | Division              | M.          | B.          | P.d.        | M.                    | B.                    | P.d.                  | M.         | B.         | P.d.       | Comp.                          | M.                             | B.                             | P.d.                           | M.     | B.     | P.d.   | M.    | B.    | P.d.  |
| 2024-2025             | FC Annecy (prêt)      | Ligue 2               | 29          | 2           | 1           | 4                     | 0                     | 0                     | -          | -          | -          | -                              | -                              | -                              | -                              | -      | -      | -      | 33    | 2     | 1     |
| Sous-total            | Sous-total            | Sous-total            | 29          | 2           | 1           | 4                     | 0                     | 0                     | -          | -          | -          | -                              | -                              | -                              | -                              | -      | -      | -      | 33    | 2     | 1     |
| 2025-2026             | RC Lens               | Ligue 1               | 1           | 0           | 0           | -                     | -                     | -                     | -          | -          | -          | -                              | -                              | -                              | -                              | -      | -      | -      | 1     | 0     | 0     |
| Total sur la carrière | Total sur la carrière | Total sur la carrière | 30          | 2           | 1           | 4                     | 0                     | 0                     | -          | -          | -          | -                              | -                              | -                              | -                              | 0      | 0      | 0      | 34    | 2     | 1     |

## Palmarès

### Distinctions individuelles
- Pépite de la saison de Ligue 2 en 2024-2025